# 小鸊鷉
小鸊鷉俗稱水葫蘆、王八鴨子、油葫蘆、油鴨、水避仔，是鸊鷉科小鸊鷉屬下的一種鳥類。牠們分佈在歐洲、亞洲和非洲的濕地、沼澤、湖泊和水塘等水域環境中。牠們相當善於潛入水中覓食，主要食用水生昆蟲、蝌蚪、小魚和甲殼類等水中生物。目前有7個亞種，並與三色鸊鷉、黑喉鸊鷉和已滅絕的德氏小鸊鷉相當親近。:174-175
小鸊鷉是一種小型游禽，身長約23—32公分，翼展約40—45公分。繁殖季中的夏羽呈現深棕色，喉頸呈赤褐色，並在喙上有一明顯亮色斑塊；而非繁殖季時的冬羽的羽毛較為暗淡，頸部呈褐色系。小鸊鷉的嘴小、頭圓、尾短。在繁殖季節時，牠們會在濕地地區築巢，每年視環境會生產1—3窩的卵，每窩約有3—5枚卵。卵的孵化期約為19—28天，幼鳥孵化後不久即能下水游泳，並在約2個月左右達到飛行能力。
由於牠們能夠適應人造環境，且分佈範圍相當廣泛，雖然可能會遭受較劇烈的氣候變化或人為干擾使其數量有下降的跡象，但難以進入易危的標準，故在《國際自然保護聯盟瀕危物種紅色名錄》中被劃為無危物種。

## 物種發現與分類

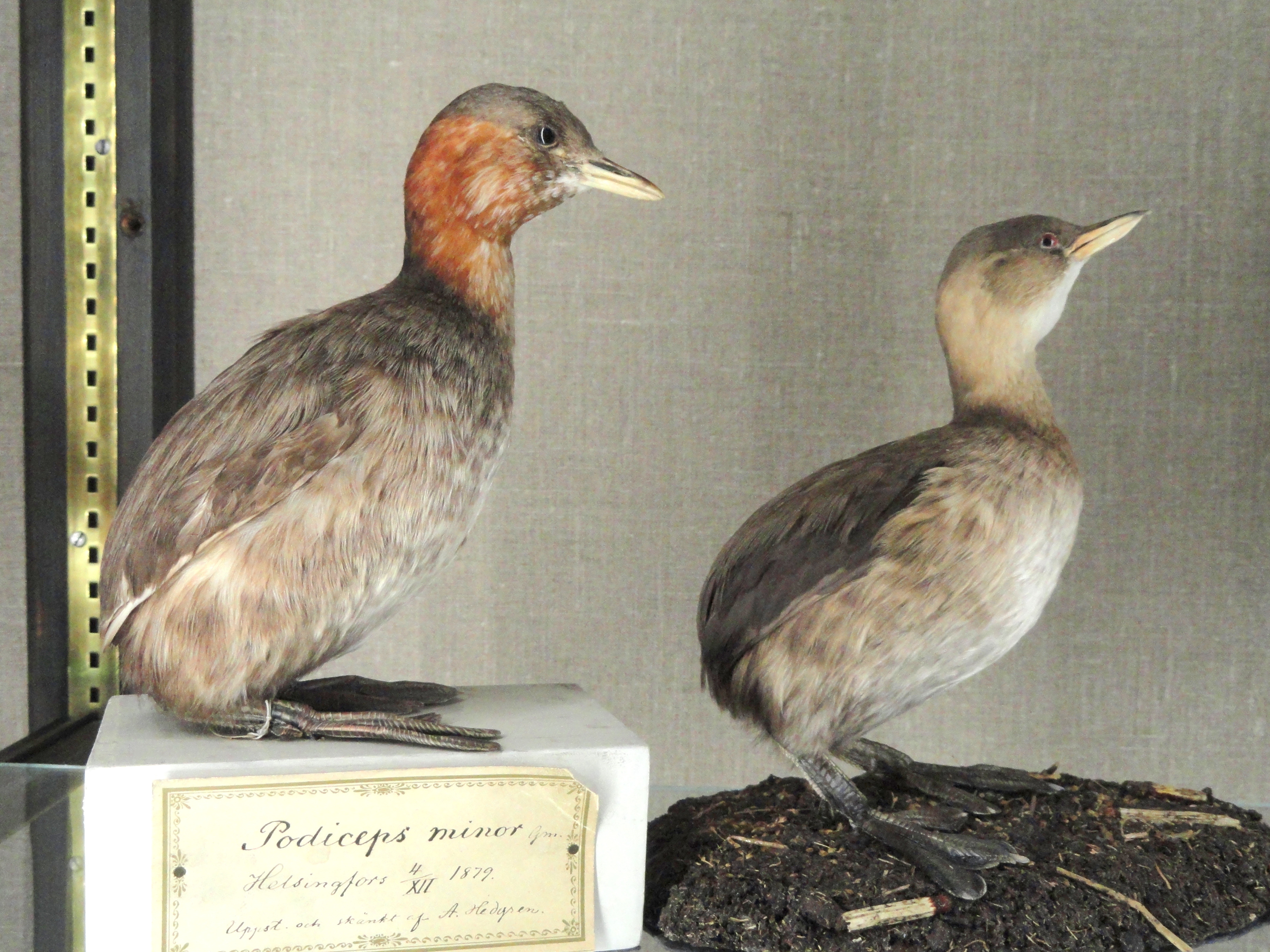
小鸊鷉標本，攝於芬蘭自然史博物館

小鸊鷉由彼得·西蒙·帕拉斯在1764年發表在荷蘭發現的標本，當時名稱為Colymbus ruficollis，與冠鸊鷉等物種分於同一屬。後因一系列的更名，造成Colymbus等同於現今的鸊鷉屬（Podiceps），故路德維希·賴興巴赫於1853年並以小鸊鷉為模式種另立小鸊鷉屬。
其屬名Tachybaptus是古希臘語合成詞，由（takhús，意指「快速的」）及（báptō）或（baptós，意指「沉下」）。:377而種小名ruficollis則是合成詞，由拉丁語rufus（意指「紅色」或「紅棕色」）及新拉丁語-collis（意指「頸部」）組成，即「紅色的頸部」。:341
小鸊鷉與舊大陸上其他數種小鸊鷉如黑喉鸊鷉及現已滅絕的德氏小鸊鷉的關係相當接近，且彼此能交配並產生新的混種，這兩者與其形成超種的關係，甚至在過去曾被分類成小鸊鷉的亞種之一。:174-175而馬達加斯加鸊鷉也能與小鸊鷉雜交產生新個體。:175德氏小鸊鷉滅絕的其中一個主要原因，就是因為牠們與小鸊鷉混種使其基因庫下降所致。甚至自這物種一開始被描述時，包含正模標本在內的16個標本就有4個是兩者混種後的個體。:186-187

## 形態描述

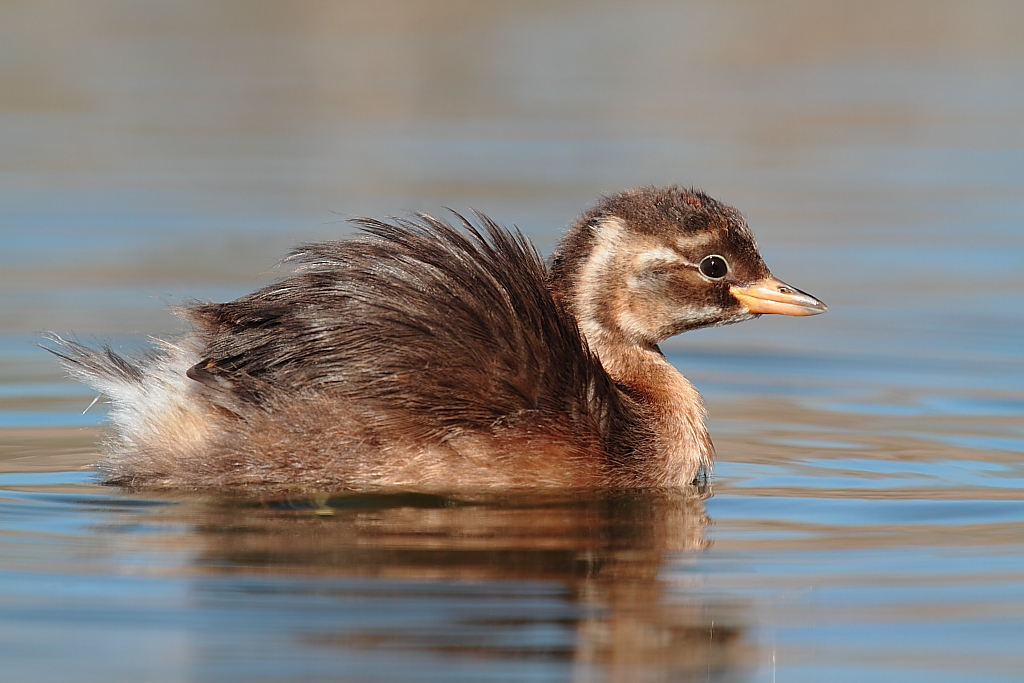
指名亞種亞成鳥

小鸊鷉是一種小型游禽，體長23—32公分（平均約27公分），體重130—236公克（平均169.4公克），翼展約40—45公分，翼長約10.0公分、嘴峰深約6.7公釐、喙寬度約4.4公釐、喙厚度約5.8公釐、跗骨約35.4公釐、尾長約29.1公釐。是鸊鷉科內體型最小的一種。壽命約10—15年，而在野外被標記的個體最長達13歲。
近橢圓形的身形使其看起來身體短胖，頭部較小且圓，嘴巴也較小且脆弱，尾部圓鈍而翹起，但幾乎短到不可見。身體背面跟翅膀外側為黑褐色，腹部白色。在飛行時，翅膀外側呈暗褐色，飛羽主要呈褐灰色，次級飛羽末端及內側的飛羽視亞種可能會帶有狹窄的淺色邊緣或白色區域，三級飛羽顏色較深。腳上具有瓣蹼，利於划水。其尾脂腺相當發達，可占到全部體重的0.61％，是所有鳥類理最大的。:407雌雄之間無二型性而長相相似，僅雌鳥可能體型稍小於雄鳥。
在繁殖季時，其喉嚨及前頸偏紅，頭頂及頸背深灰褐或黑褐色，上半褐色，下半偏灰，鳥喙下半的基部具有鮮豔的金黃或白色嘴斑。繁殖季後，牠們會進入一段無法飛行的換羽期，其臉頰、後頸會轉為灰褐色至黃褐色之間，下巴及喉部會轉為白色，嘴斑也會消失而呈紅褐色，整體呈淺褐色系。亞成鳥的個體會類似於非繁殖羽的體色，但臉部和頸部有額外的深色條紋，且頸胸帶有赤褐色調。而幼鳥的頭色較深，鳥喙較短而粗壯。

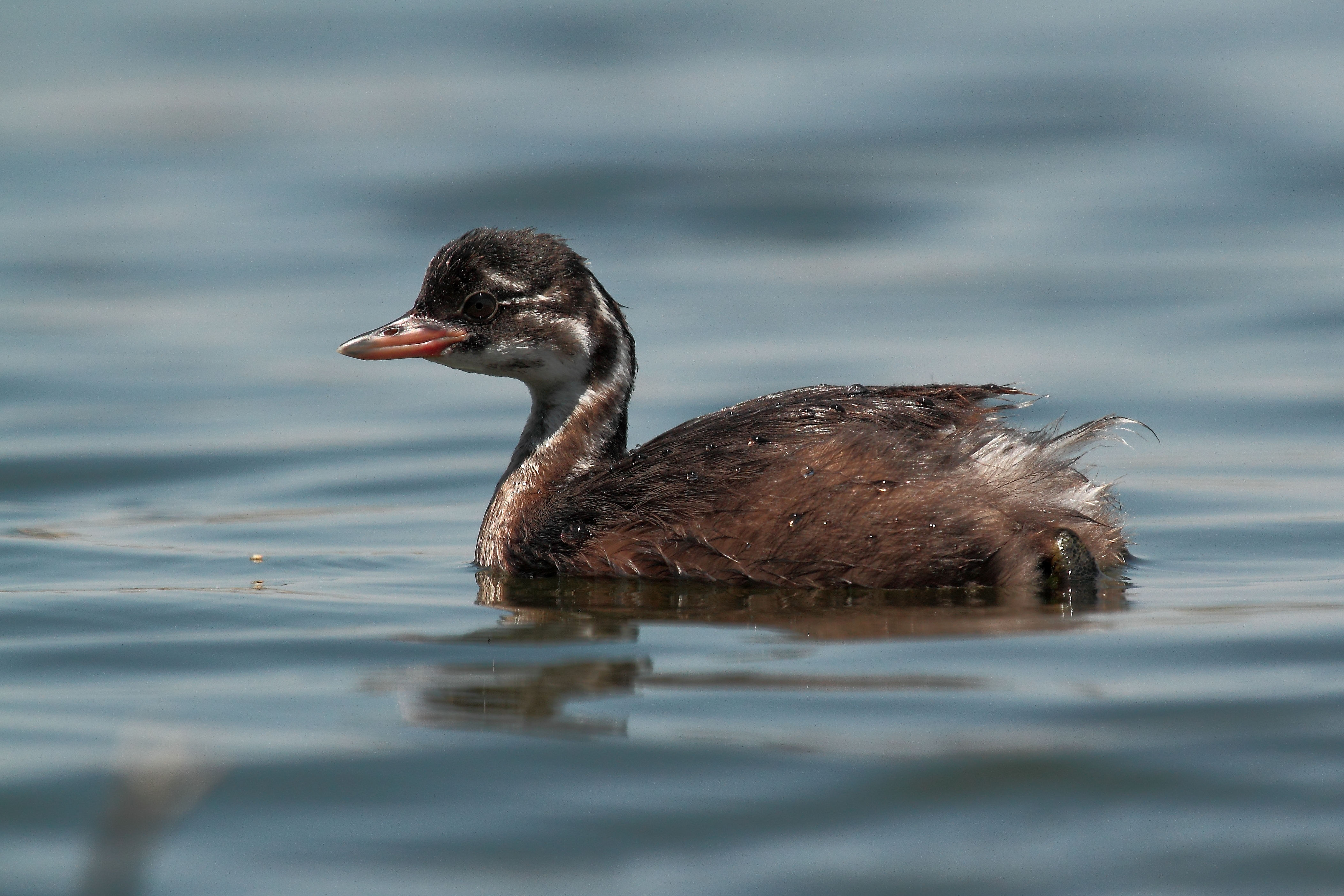
指名亞種幼鳥

小鸊鷉曾有數個紀錄白化個體的報告：在北京，曾發現一隻白化個體，上喙灰黑色，下喙橘黃色，虹膜淡黃色，瞳孔黑色，腳黑綠色且全身羽毛通白，據推測該個體可能自2019年起已存活超過三年。而在2021年，在台州玉環漩門灣國家濕地公園內也發現過一隻白化個體，其上喙黑色帶肉色邊緣，下喙肉色，虹膜淡黃色，嘴角黃色，腿、趾和蹼為灰綠色，體色偏白但頸部、胸部上半及覆羽帶部分淡棕褐色，初級飛羽尖端灰黑色。兩隻小鸊鷉體型皆相似於普通個體，並也能正常覓食活動。
本物種非繁殖羽時可能與黑頸鸊鷉或角鸊鷉相似，但小鸊鷉的體型更小，前頸和側腹顏色不同，且頭冠較平整（黑頸鸊鷉較高聳），尾部也較圓鈍（角鸊鷉的較尖）。

## 亞種與其分佈

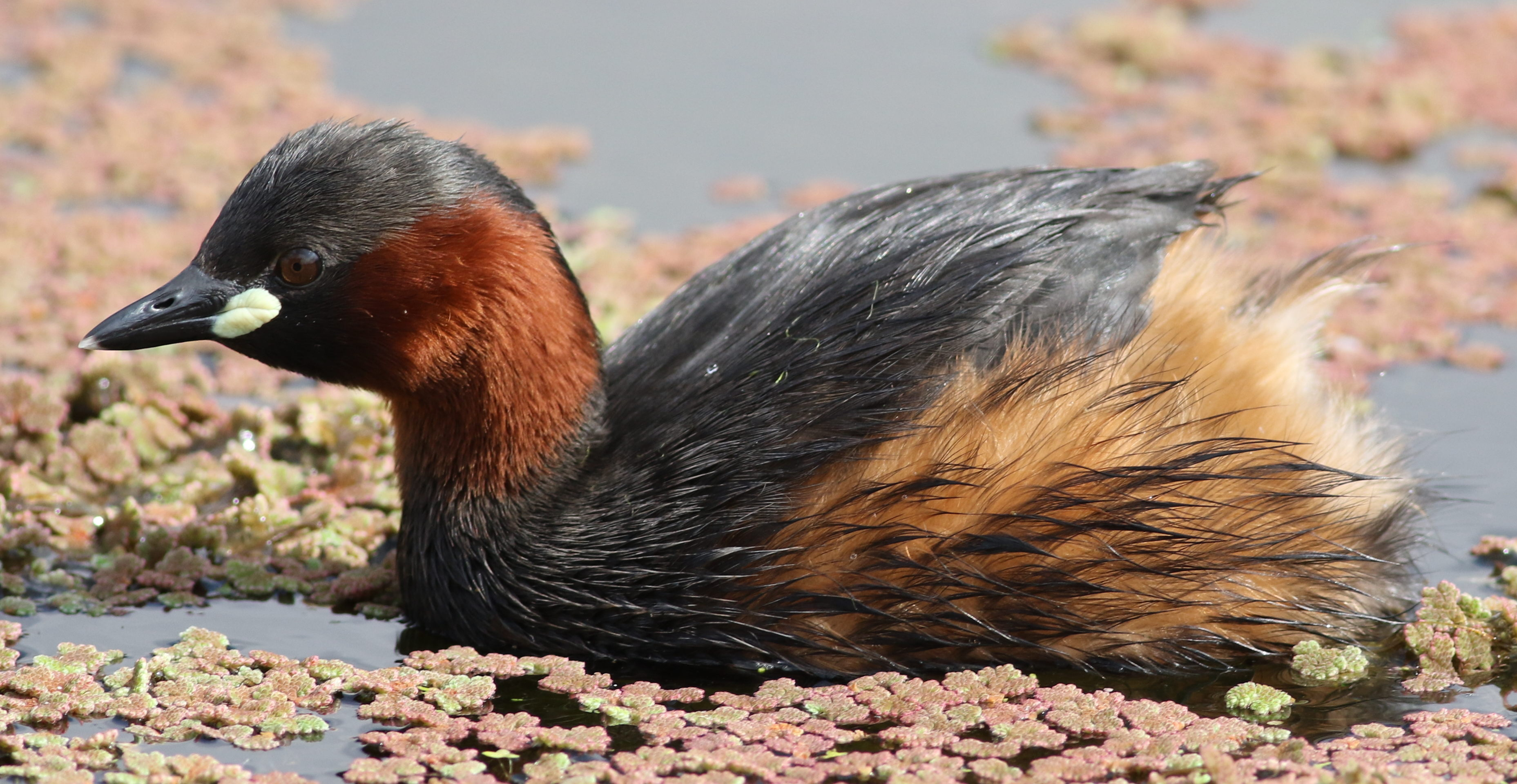
南非亞種繁殖羽，攝於南非豪登省

本物種內部分類上並非穩定，原有的其中三個亞種自2010年起已被獨立為另一物種三色鸊鷈，而各個亞種的分佈交界處也常常發生互相混種的情形。故現包含其指名亞種在內，小鸊鷉一共有七個亞種，但其下紅眼跟黃眼的亞種還有可能會再被進一步被拆分。
- 眼睛虹膜為紅色的亞種：
  - 指名亞種（T. r. ruficollis）：分佈於歐洲，包含英國、斯堪的纳维亚半岛南邊、西班牙南邊到黑海和非洲西部一帶。眼睛可能會偏棕紅色。[21]
  - 伊拉克亞種（T. r. iraquensis）：分佈於伊拉克以及伊朗西南部。體型略小且整體顏色較深，喉部深色區塊較少，內側的次級飛羽為白色且基部呈灰黑色。[8]首個標本在伊拉克幼發拉底河流域的伊斯坎德里耶採集。[23]

- 眼睛虹膜為黃色的亞種：
  - 菲律賓亞種（T. r. philippensis）：分佈於菲律賓及婆羅洲北部。其上半身顏色較暗，鳥喙較長而粗，眼睛下的羽毛是黑色的，具有淡黃色的眼圈，腹部呈白色，較千島亞種稍暗。[7][8][24]亞種名philippensis即指菲律賓群島。[16]:302
  - 大陸亞種（T. r. albescens）：分佈於哈薩克、高加索地區至巴爾喀什湖一帶、天山、印度次大陸到緬甸附近。初級飛羽呈土褐色，尖端白色；次級飛羽白色，具深色的中央條紋，腹部白色。[25]亞種名albescens來自拉丁語albescere，即「變成白色」之意。[16]:38
  - 南非亞種（T. r. capensis）：分佈於非洲撒哈拉以南、馬達加斯加和葛摩。與伊拉克亞種相似，但其喙較長，初級飛羽基部白色，次級飛羽全白，眼睛除了黃色可能有橙色至深褐色之間的情況，而眼睛上半的羽毛有狹窄的淺色線條。[7][8][21]亞種名capensis指南非好望角，可能指該標本在南部非洲被發現。[16]:89[26]
  - 千島亞種（T. r. poggei）：分佈於中國大陸東部至海南島、日本的千島群島及琉球群島、朝鮮半島、台灣[註 3]。初級飛羽是灰褐色，次級飛羽內側和尖端為白色，翅上白斑不明顯，眼睛下的羽毛是紅褐色的，喙較纖細而長（比非洲亞種小），腹部呈銀白色。[7][8]首個標本於當時戰爭進行期間[註 4]在直隶省由波格少尉（Leutnant Pogge）採集，安東·賴歇諾發表。[27]
  - 民答那峨亞種（T. r. cotabato）：分佈於菲律賓南邊的民答那峨島。與菲律賓亞種相比，腹部同樣呈白色，下胸和腹部顏色較暗，羽毛較深，翅膀和喙略小。首個標本在該島嶼哥打巴托省採集。[24]

## 棲息環境

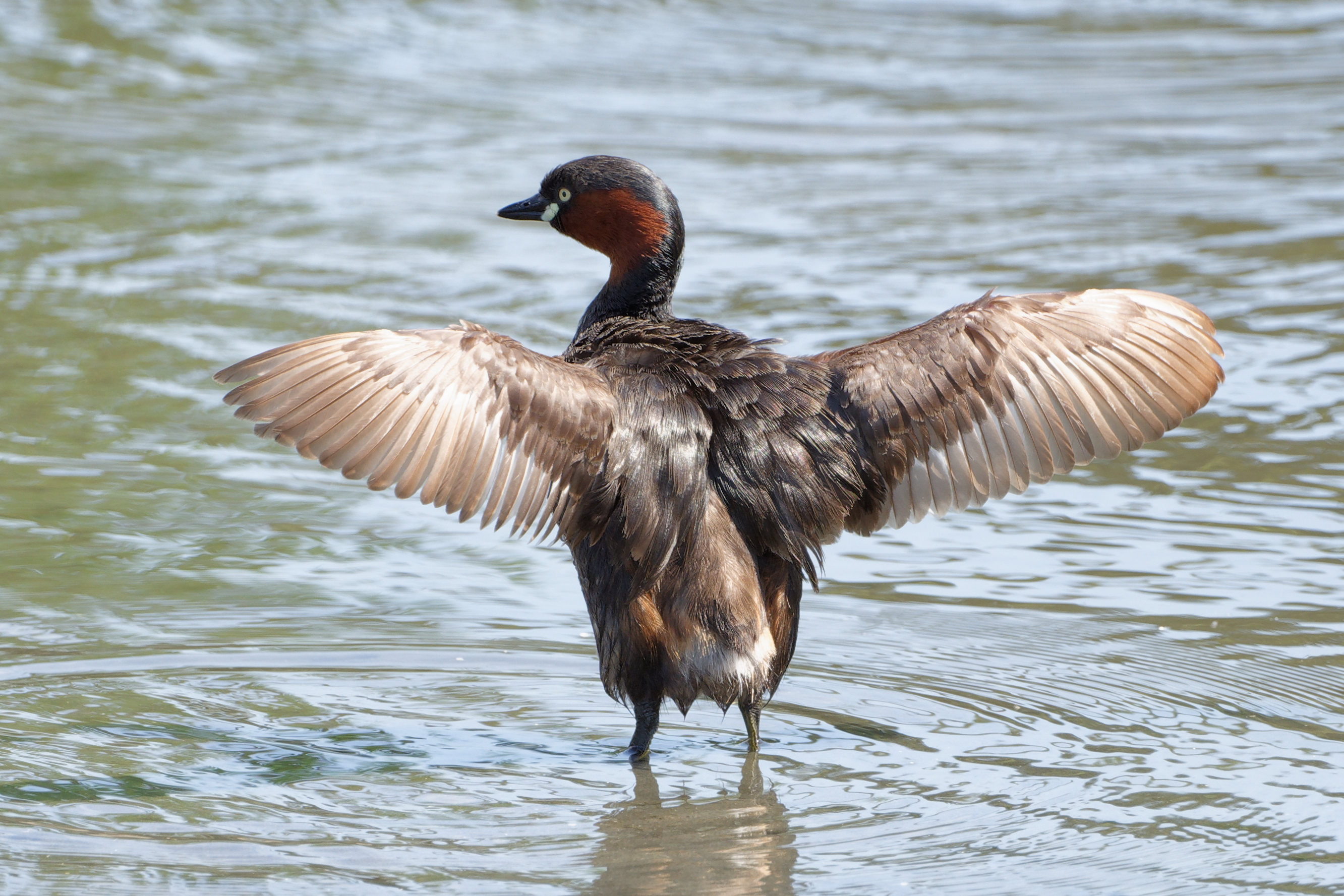
千島亞種繁殖羽的背面，攝於日本東京

小鸊鷉主要棲息於海拔700公尺以下水流緩慢的湖泊、池塘、河流、水渠和沼澤地帶，最高可在中國西南部海拔約4000公尺的地區發現牠們。繁殖季以外的時間會出現在更為開闊的水域上，也會出現在鹹水的沿岸和受大浪影響較小的河口中。
牠們也適應於人造環境，如水壩或污水處理場的水池，在非洲西部地區尤為常見。

## 習性

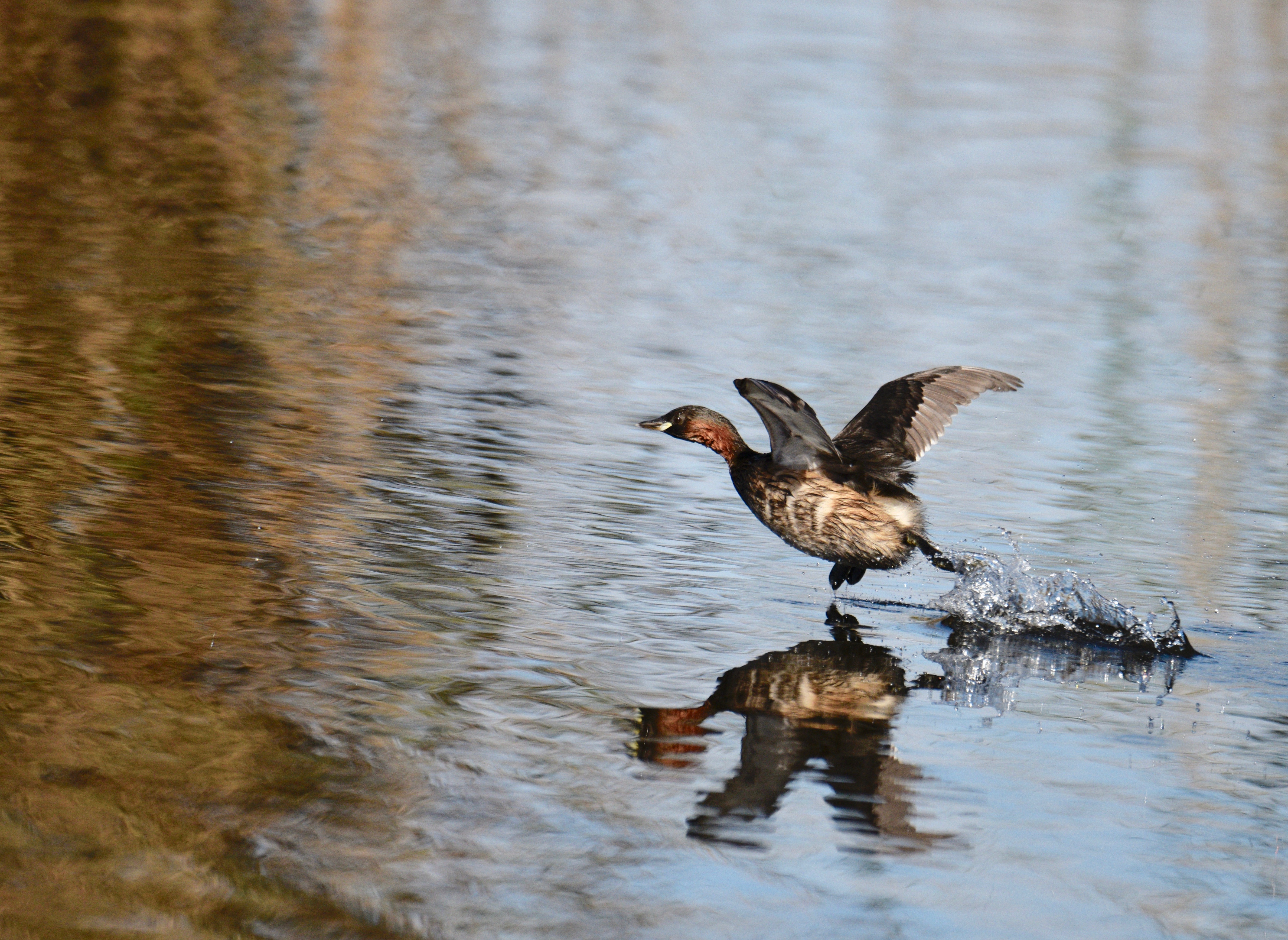
正在助跑中的小鸊鷉，攝於葡萄牙塞新布拉

小鸊鷉善於潛水，每次潛水可達10—25秒，最長可達1分鐘，最深可達2公尺。:176在陸地上亦能行走，但行動相當笨拙。其平常的飛行能力較弱，在水面起飛時需要在水面涉水助跑一段距離後才能飛起來，但通常距離短也飛得不高；在陸地上則因其行動遲緩而跟根本無法起飛。飛行時脖子會向前伸直拉長，腳拖在身後，兩翅鼓動較快。
牠們生性活躍但膽小，勤於覓食；遇人時常常潛入水中或找尋植物從躲避，而休息時則漂浮於水面不動。在換羽期跟冬季期間牠們可能會聚成小群移動，尤其在換羽期間可能會聚集成多達700隻的個體在富饒的區域覓食。當牠們沉入水中後，其有時僅留嘴和眼在水面上的模樣似鱉，故有「王八鴨子」之稱。
牠們會取決於地點跟環境決定是否遷徙，通常在東歐等較北的分佈點會使牠們在冬季時遷徙到較溫暖的地區。在那些對牠們不適合的棲息地中，就會展現出其一定的探查及移動能力，例如指名亞種就曾在挪威北部、亚速尔群岛、马德拉群岛和加那利群岛被發現其蹤跡過。而在較東側的區域中，可在蒙古或貝加爾湖周遭看到牠們。

### 食性

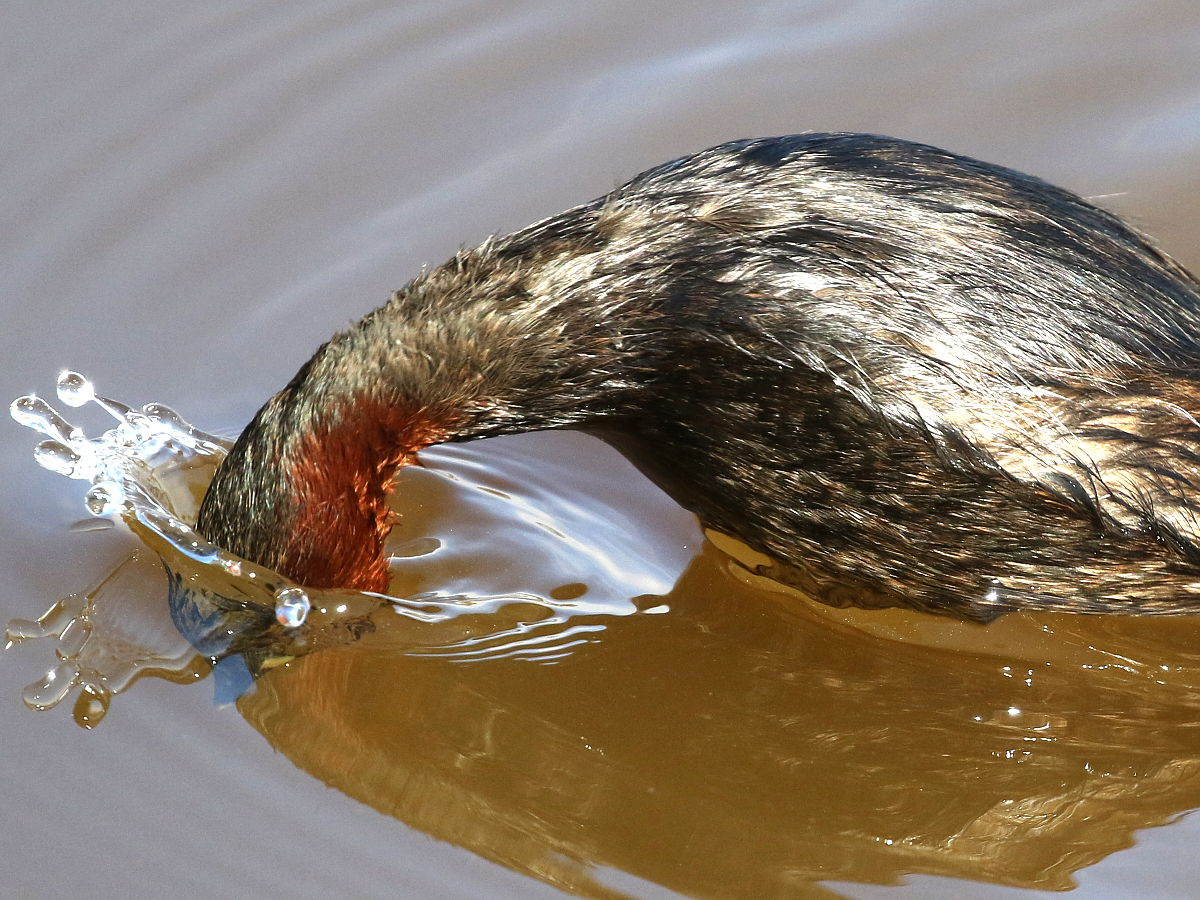
小鸊鷉將頭插進水中覓食的瞬間，攝於西班牙巴塞罗那

小鸊鷉為雜食性。主要以小魚、蝦、水生昆蟲或軟體動物為食。其中小魚包含杜父魚、鯉魚、鮈魚；而昆蟲則有襀翅目、蜉蝣目、異翅亞目、鞘翅目、雙翅目、異翅亞目、毛翅目及蜻蛉目如水蠆。兩棲動物如蝌蚪、青蛙和蠑螈、甲殼類也在食物的選項中。

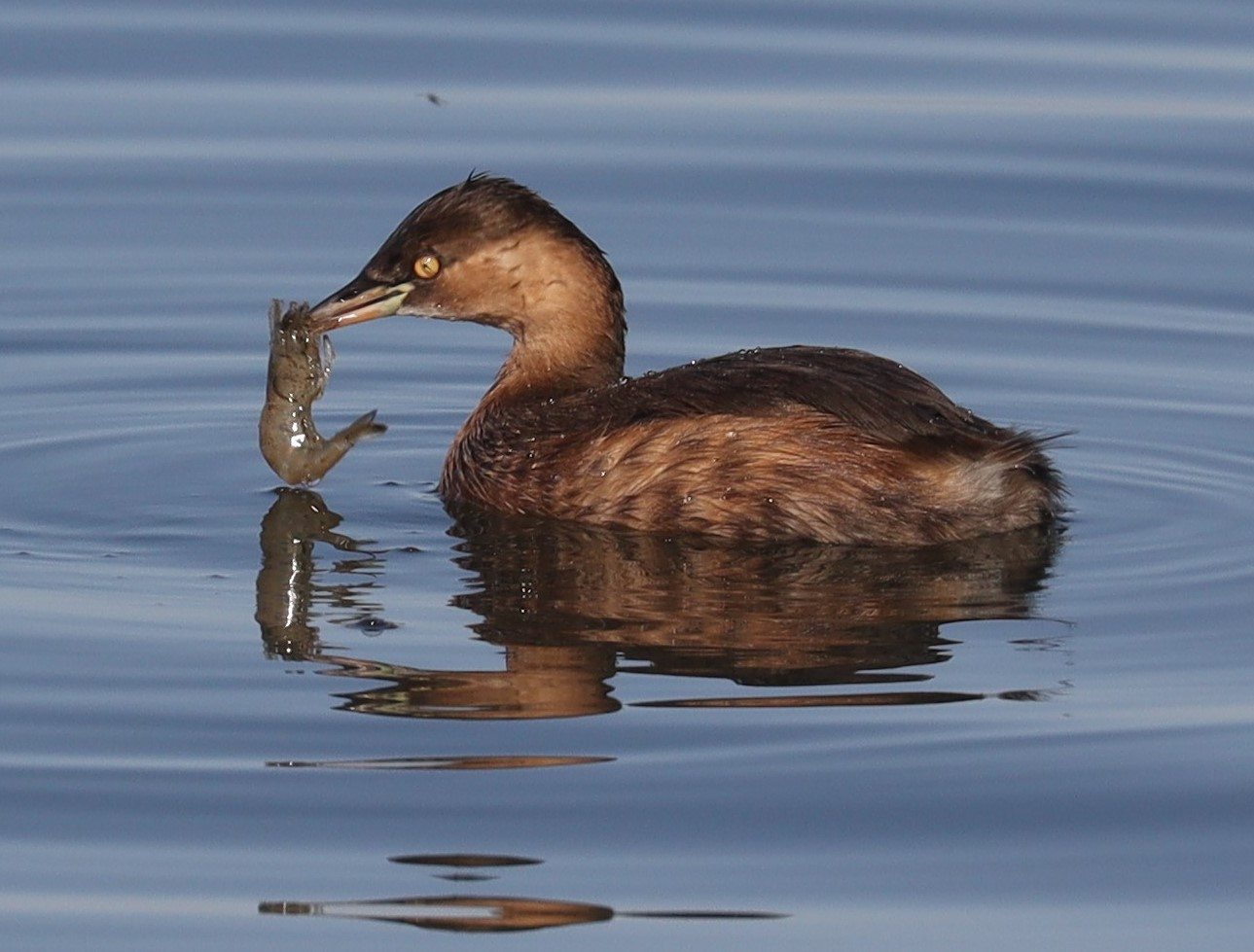
嘴上咬著一隻蝦的非繁殖羽千島亞種，攝於日本愛知縣

牠們通常會潛到一公尺深的地方覓食，或者把頭頸直插進水裡捕食靠近水面的獵物。以單獨覓食為主，但若食物豐富牠們有可能會跟其他物種待在同個區塊一同覓食，如在歐洲被觀察到會跟綠頭鴨及白冠雞一起，而在非洲時則被觀察到會與綠翅灰斑鴨混群。:180-181一次偶然中，還與潛水員一同共游。

### 繁殖

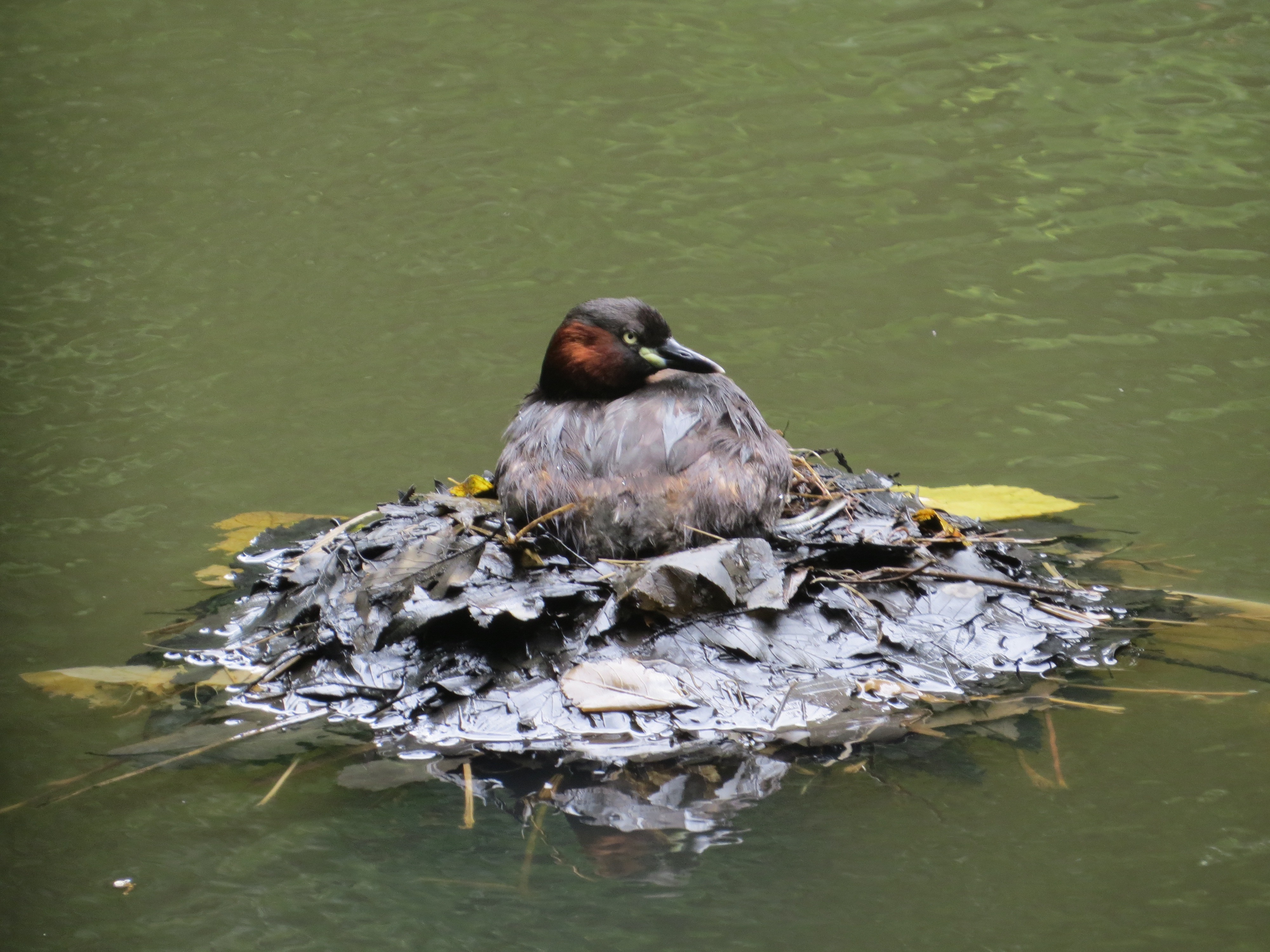
小鸊鷉的巢看起來是漂浮於水上的

小鸊鷉採一夫一妻制，其繁殖季受當地植物跟水位情況有相當程度的變化：古北界西側約2—9月之間、並在4—7月為其高峰；中國大陸及日本在5—7月之間（有時也出現在10月至2月）；在非洲的熱帶環境中則全年都有記錄。:189同時在此期間牠們相當具有領域性，曾紀錄過牠們驅趕靠近的綠頭鴨及紅冠水雞，或從水面上或水中驅趕入侵者。:178在溫暖的地區可能一年內可繁殖多達三次。:189
築巢於布袋蓮、菱角等水生植物之間或是水邊的土墩上，以附近植物的莖作為建材構築浮動巢繁殖。巢的外徑為15—18公分，內徑10—12公分，深3—4公分，高30—36公分，若建在淺水中，則水面上露出部分為6—10公分之間。

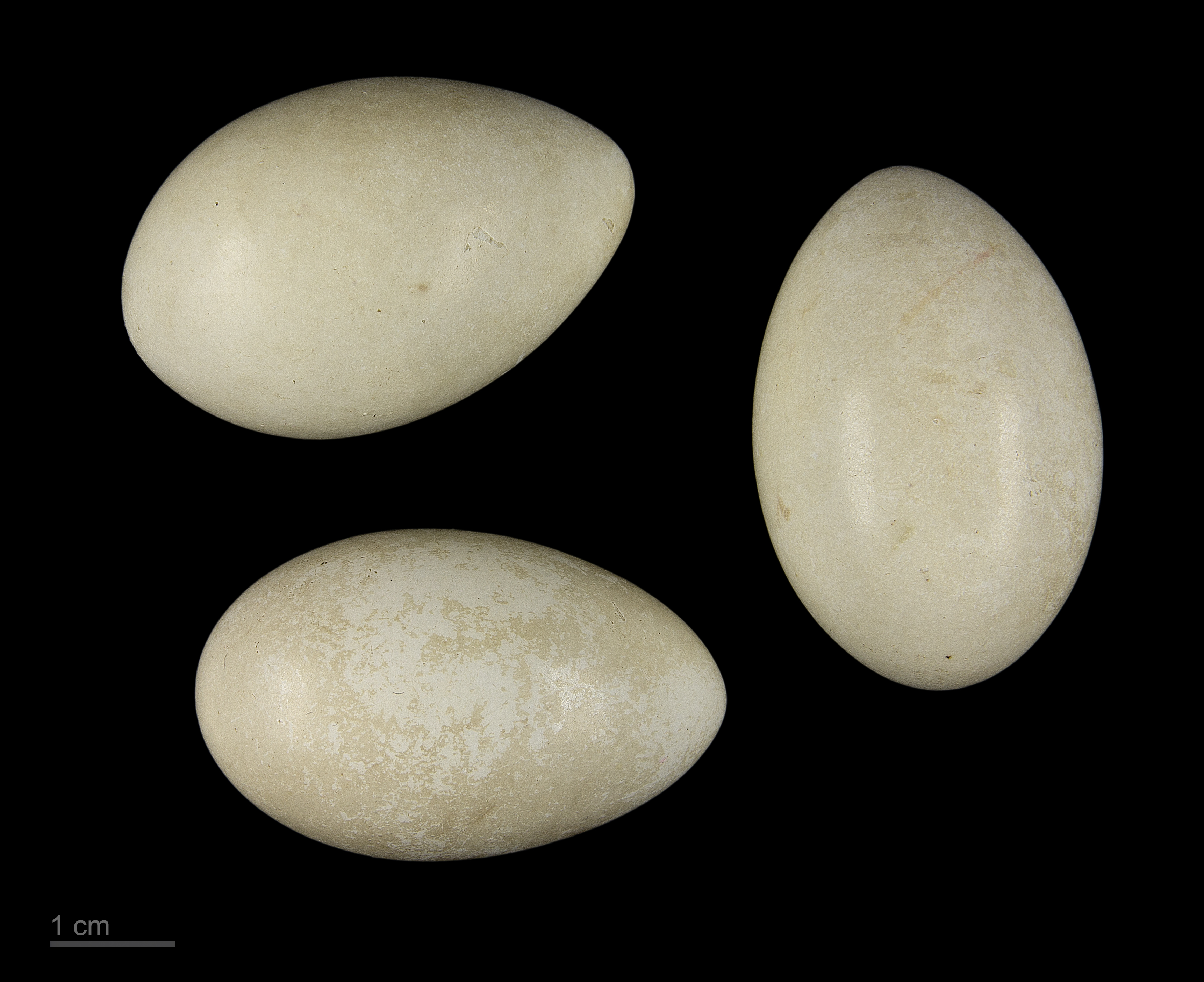
小鸊鷉的卵

每次產卵3—5顆（極限值2—10顆），由雙親輪流孵育。卵為較無光澤的淡土黃色橢圓形，大小約長33—39公釐、寬24—27公釐，重10—13公克。若成鳥有需要離開巢穴，牠們會在卵上覆蓋一些其他巢材，這樣有助於調節溫度，也有助於避免卵被掠食者食用。約19—28天後孵化。
幼鳥相當早熟，2天大時就能下水游泳。有時候會爬到成鳥身上尋求保護、取暖或玩耍，而成鳥就會背著移動或將其蓋在翅下，但頻率並不如鸊鷉屬高。:185幼鳥在30—40天後就可以獨立，並在第44—48天大時進入亞成鳥階段，最晚會在約兩個月大時被親鳥驅離。
繁殖成功率變化相當大，會受到卵數、巢的高度及遮蔽程度及巢旁水深的影響。在歐洲的幼年個體約有40%可成功獨立生活；而在非洲每巢可能不到1隻幼鳥。也有紀錄表示在英國的個體成功率是53%，西班牙是21%，而在北非的可達60%。

### 叫聲
小鸊鷉在繁殖期間常常發出叫聲，其聲音是鈴聲般的宏亮高音，並持續不斷。除了這種高頻叫聲，還有尖銳的金屬般的警報聲「whit、whit」，以及短促、高音的接觸聲「beeh-ib」。但在冬季時相當安靜。而幼鳥則較常發出尖細的短口哨聲。

## 天敵與威脅
蛇與小型哺乳動物是其主要天敵，雖然成鳥一般比較少會被天敵捕食，但有紀錄到黃腳銀鷗會捕食成鳥；而蒼鷺被觀察到捕食了小鸊鷉的幼鳥，但後者捕食鳥類的行為鮮有被紀錄過，可能是受附近環境壓力所致。:183牠們也容易受到線蟲、禽流感如H5N1及天候的影響而數量波動，例如在1962年尾的寒冷冬季後，英國的數量就明顯下降。而乾旱會導致天敵更容易接近牠們，或者無法讓親鳥回到巢內正常孵育卵。
小鸊鷉會受到濕地被破壞、污染或休閒使用的影響而導致數量下降，但因為牠們也能居住於人工池塘、水庫和水壩中，故在許多地區數量反而增加。在伊朗，小鸊鷉會被獵捕用於商業目的，作為食物及娛樂用。
雖然牠們能在人工環境下繁殖，但倘若牠們遭到人類過度干擾時，則相當容易使繁殖失敗。且在該環境下繁殖的小鸊鷉也有暴露於汙染中的風險，在泰國孔敬大學的廢水處理池旁繁殖的個體就被發現其卵吸收到銅、鉻、鉛、汞等重金屬而可能會造成問題。

## 數量與保護狀況

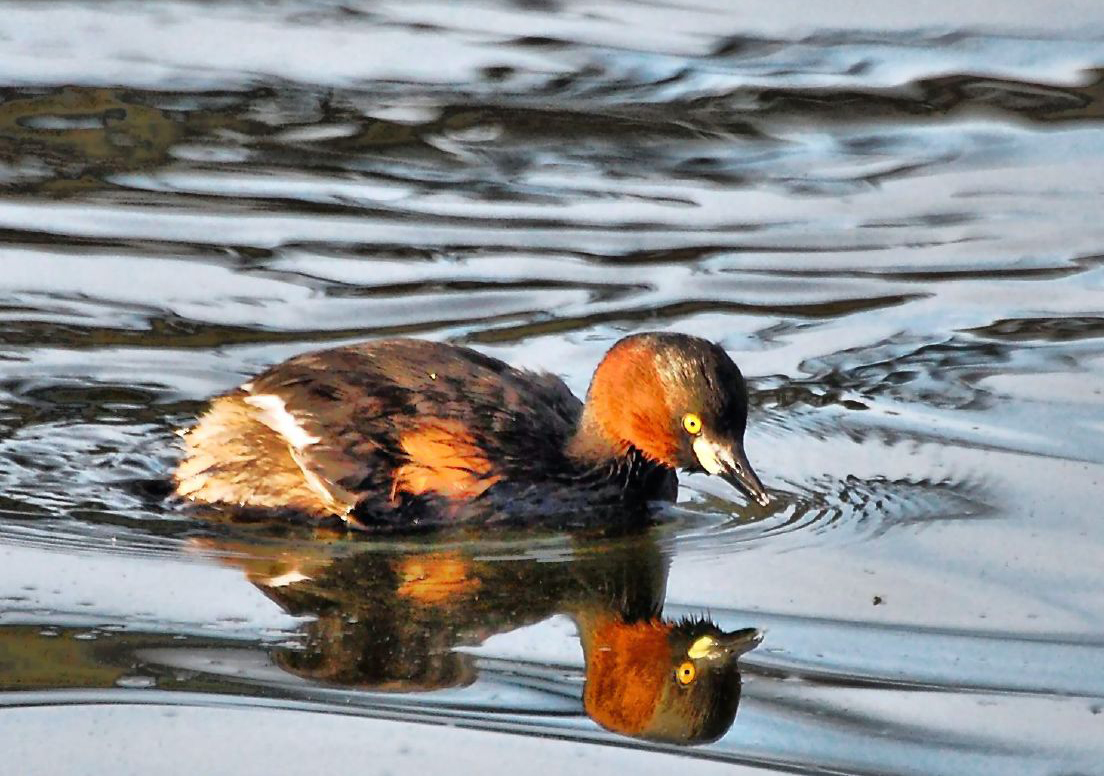
大陸亞種繁殖羽，攝於印度泰米尔纳德邦

最新一次評估是在2015年，約有610,000—3,500,000隻個體。在更早的1991年冬季調查中，肯亞有8450隻、印度有23676隻、巴基斯坦有1359隻、日本有1035隻。:189
小鸊鷉是《伯恩歐洲野生物種保育和棲地公約》附錄二物種，《非歐亞遷移性水鳥協定》列表物種，並也被納入1997年的《鸊鷉現狀調查和保護行動計劃》（Grebes Status Survey and Conservation Action Plan）中。由於其分佈範圍相當廣大（達134,000,000平方公里），即使數量趨勢正在下降也難以進入易危標準，故目前在《國際自然保護聯盟瀕危物種紅色名錄》中被劃為無危物種。

## 外部連結
- 维基共享资源上的相關多媒體資源：小鸊鷉
- 維基物種上的相關：小鸊鷉
- 水上奔跑的小鸊鷉影片紀錄 （页面存档备份，存于）
- 小鸊鷉捕捉蜻蜓的慢動作影片 （页面存档备份，存于）
- Xeno-canto上小鸊鷉的聲音紀錄 （页面存档备份，存于）